# 본갈비

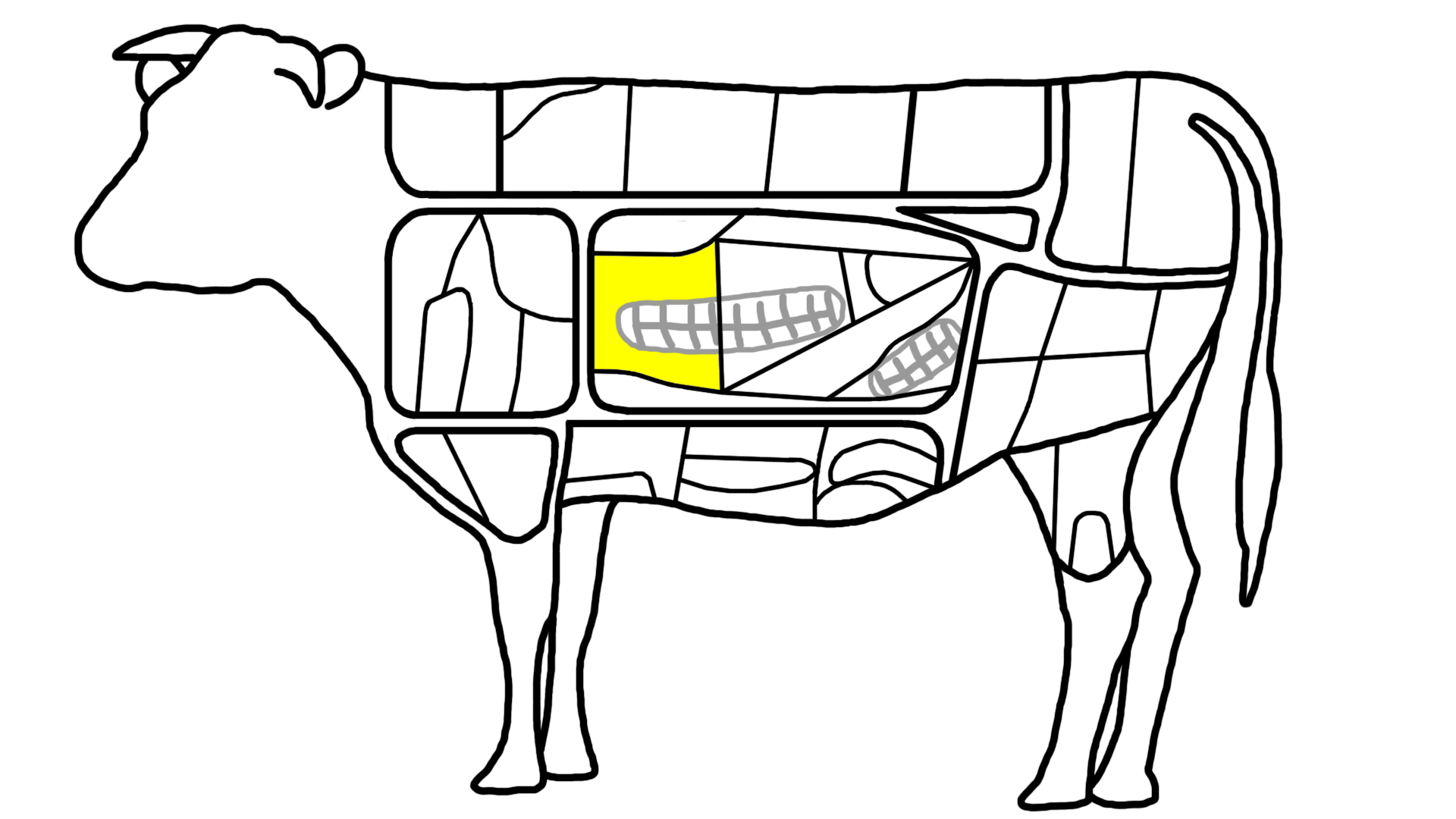
본갈비

본갈비는 소의 갈비 부위 가운데 하나로, 갈비뼈 13개 가운데 제1갈비뼈부터 제5갈비뼈까지 분리 정형한 부위이다. 위로는 제비추리와, 뒤로는 꽃갈비와 연결된다. 다른 갈비 부위보다 근막이 적고 근섬유가 단단하며 근내지방이 많아 육즙이 풍부하고 육향이 진하다. 갈비구이를 해먹거나 갈비찜, 갈비탕 등을 만들 때 쓴다.

## 같이 보기
- 갈비살
- 꽃갈비
- 마구리
- 안창살
- 제비추리
- 참갈비
- 토시살